# Maxillaria chimalapana
Maxillaria chimalapana är en orkidéart som beskrevs av Soto Arenas och Gerardo A. Salazar. Maxillaria chimalapana ingår i släktet Maxillaria och familjen orkidéer. Inga underarter finns listade i Catalogue of Life.